# Walter Fließ
 Walter Gustav Fließ (* 21. Juni 1867 in Berlin; † nach 1924) war ein deutscher Mediziner und Politiker. 1920 wurde er für die Unabhängige Sozialdemokratische Partei Deutschlands (USPD) in die Hamburgische Bürgerschaft gewählt, der er, ab 1921 als Abgeordneter der Fraktion der Kommunistischen Partei Deutschlands (KPD), bis 1924 angehörte.

## Leben
Fließ erlernte den Beruf des Apothekers, studierte in den Vereinigten Staaten Medizin und wurde von der Science of Rochester in New Jersey zum Professor berufen. Nach wissenschaftlicher Tätigkeit in London, Paris und Kopenhagen kehrte er 1893 nach Berlin zurück und war drei Jahre Assistent bei dem Naturarzt Martin Glünicke und Leiter (Verwalter) von dessen Heilanstalt für Epileptiker in Bohnsdorf bei Grünau. 
1896 gründete Fließ eine Heilanstalt in Hamburg. Zu einem unbekannten Zeitpunkt war Fließ Mitglied der Sozialdemokratischen Partei Deutschlands (SPD) geworden, wechselte jedoch 1917 zur USPD und wurde für diese 1920 zum Abgeordneten der Hamburger Bürgerschaft gewählt. 1921 wurde er Mitglied der KPD und war bis 1924 deren Abgeordneter der Bürgerschaft. Nach dem Ende der Legislaturperiode 1924 schied Fließ aus der Bürgerschaft aus und trat aus der KPD aus. Er trat politisch nicht mehr hervor.